# フィードバック Hub
フィードバック Hub（フィードバックハブ、英: Feedback Hub）とは、Windows 10、Windows 11における問題の報告や機能の提案をマイクロソフト社に直接フィードバックできるMicrosoft Storeで提供されているUWPアプリの1つである。
アプリのバージョン1.1811.108622.0では、翻訳の修正も可能となっている。

## 機能
以下、アプリのバージョン1.1811.108622.0の情報である。同様に、アプリ内用語については太字で、サインアウトされた状態で制限される機能については下線を引くことにする。
基本は、大きく「ホーム」「フィードバック」「ランゲージ コミュニティ」ページからなる。

### ホーム
起動時に表示される画面である。俗に言うスタートページといえる。各機能やヘルプ、Windows Insiderの案内がある。
また、PCやWindows 10の評価もここから行える。

### フィードバック

#### 「すべてのフィードバック」ページと「マイ フィードバック」ページについて
- 前者
  - すべてのユーザーのフィードバックが一覧化されるため、賛成票を投じることができる。
  - 新しいフィードバックの追加ページはここから表示できる（後述）。
- 後者
  - 自分のフィードバックや、賛成票を投じたフィードバックが一覧化される。
- 両者
  - それぞれのフィードバックの一覧からは、フィードバックの要約を最後まで、より詳細な説明 (オプション)を途中まで読んだり、カテゴリ・サブカテゴリの種類や個別のページのコメント数を確認できる。
  - 検索ボックスが設けられ、並べ替え・フィルター・デバイス・カテゴリ・サブカテゴリを選択して表示されるフィードバックを絞り込める。
  - それぞれのフィードバックを選択すると、個別のページが表示され、投稿者やカテゴリ・サブカテゴリ、デバイス、最後の賛成票が投じられた日の情報を確認でき、コメントの内容を読むことができる。また、長々としたより詳細な説明 (オプション)を最後まで読むことができる。

#### 「コレクション」について
- 同様のフィードバックをグループ化したものである。

#### 「下書き」ページについて
- 新しいフィードバックの追加ページを中断した、入力中にクラッシュした場合に現れる。後者の場合はWindowsの通知が来るようになっている。

#### 「新しいフィードバックの追加」ページについて
「お客様のフィードバック」→「カテゴリ」→「情報の追加情報」という手順で構成されている。
- お客様のフィードバック
  - フィードバックの要約にはタイトル、より詳細な説明 (オプション)には詳細を入力する。前者は必須である。
- カテゴリ
  - 提案か問題かを選択する（ラジオボタン）。
  - 適切なカテゴリ・サブカテゴリを選択する。カテゴリ候補が作成されることもある。
- 情報の追加情報

すべて必須ではない。しかし、マイクロソフト社がより理解を深められるようにするためにも選択しておくと良いだろう。
- カテゴリで問題を選択した場合、「この優先順位を高い重大度として設定する」チェックボックスや、「問題を最も適切に説明しているのは次のどれですか?」ラジオボタンの項目が増える。
- 添付ファイル (オプション)からは、スクリーンショットの添付・ファイルの添付・問題の再現ができる。問題の再現は、デスクトップアプリのステップ記録ツールを利用している。
- 「これは、テキストの翻訳または表示方法に関する問題です。」チェックボックスは該当しているのなら、「フィードバックの投稿時に作成された診断と添付ファイルのローカル コピーを保存します」チェックボックスは必要ならばを選択する。

## その他の機能

### （アプリ）を友人や同僚に薦める可能性はどのくらいありますか?
Windows 10でアプリの使用中に、不定期的にWindowsの通知にてアプリの評価が求められることがある。外観はホームから行える「PC の評価」や「Windows 10 を評価する」を選択した後に表示されるページと同じものになっている。Google Chromeなどの他社製アプリの評価も求められる場合もある。

## ランゲージ コミュニティ
元々は個別のアプリケーションであった。アプリのバージョン1.1811.108622.0では、フィードバック Hubと完全に統合していない。言語が英語 (米国) の場合は別の言語を追加する必要がある。
以下、フィードバック Hubアプリのバージョン1.1811.108622.0の情報である。同様に、アプリ内用語については太字で、サインアウトされた状態で制限される機能については下線を引くことにする。
大きく「概要」「投票」「履歴」タブからなる。

### 概要
俗に言うスタートページといえる。各機能の案内がある。

### 投票
ユーザーが提案した翻訳が元の物とどれが適確かを考えて投票する機能である。どれも相応しくない場合は翻訳の追加ができる。

### 履歴
「投票」ページの履歴・動向が一覧化される。状態は「レビュー中」「選択されていません」「実装用に選ばれました」「翻訳が実装されました」の4種類がある。